# Hexànquids

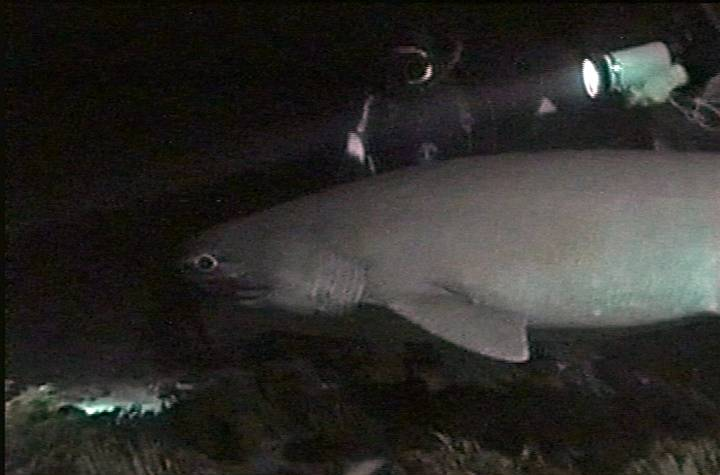
Bocadolç (Hexanchus griseus)

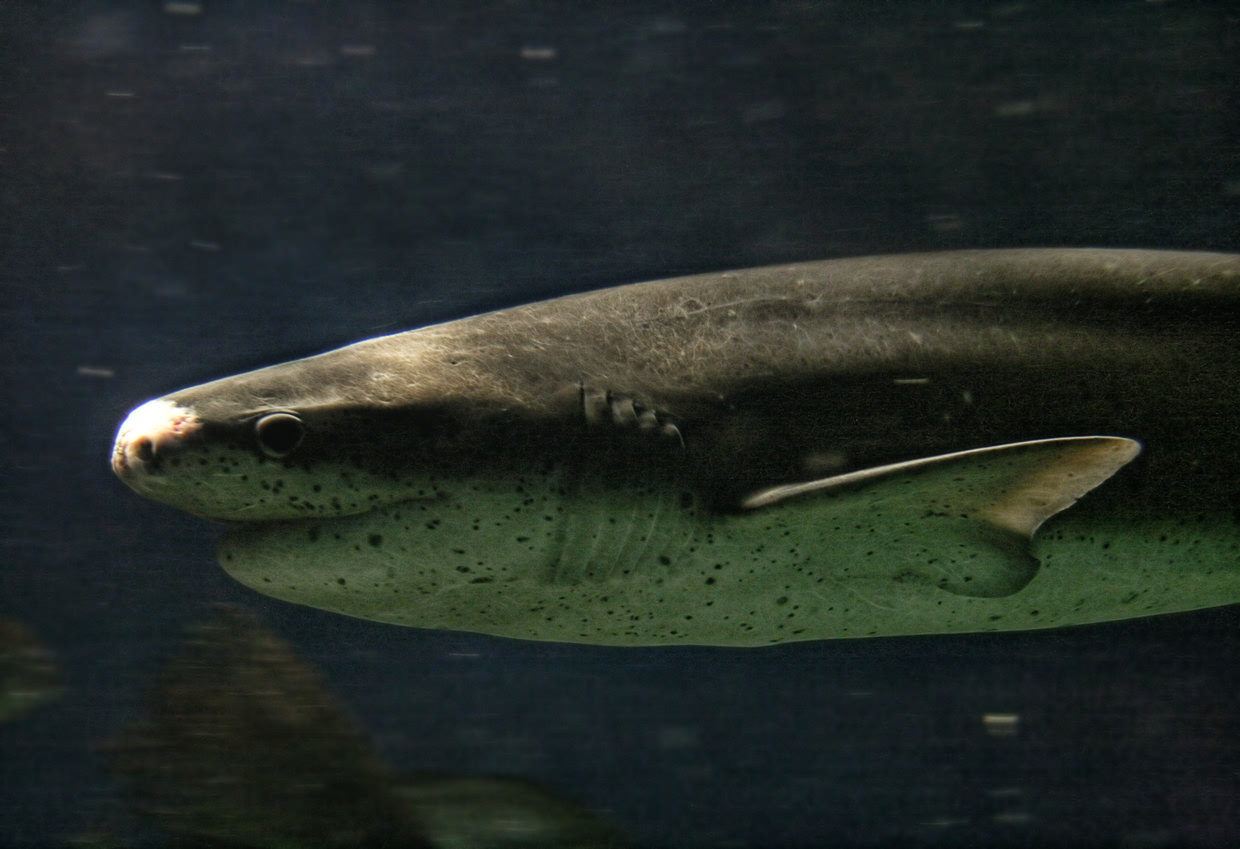
Notorynchus cepedianus

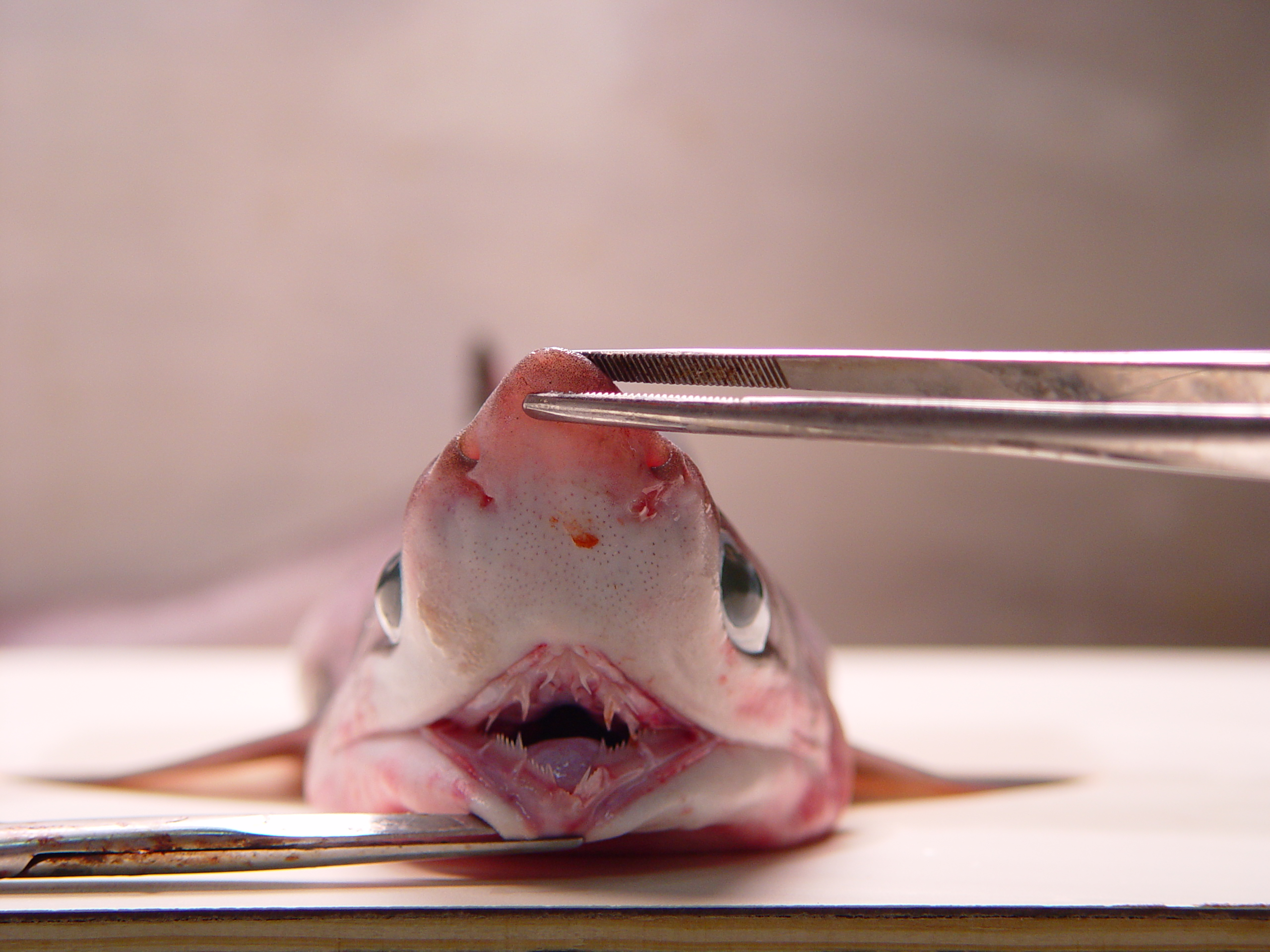
Bocadolça (Heptranchias perlo)

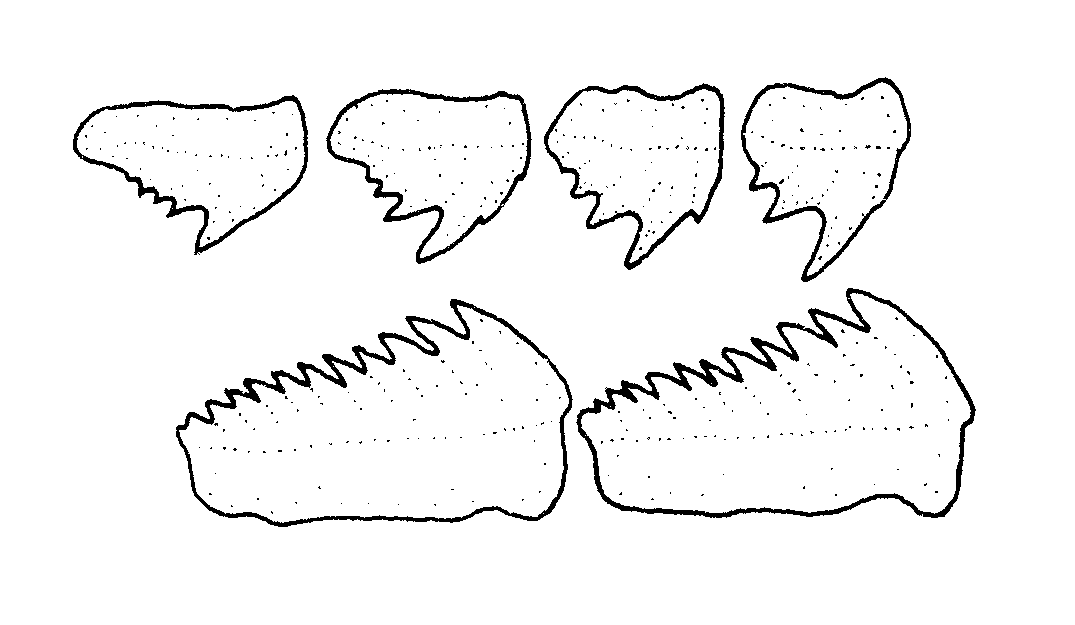
Dentadura del Bocadolç

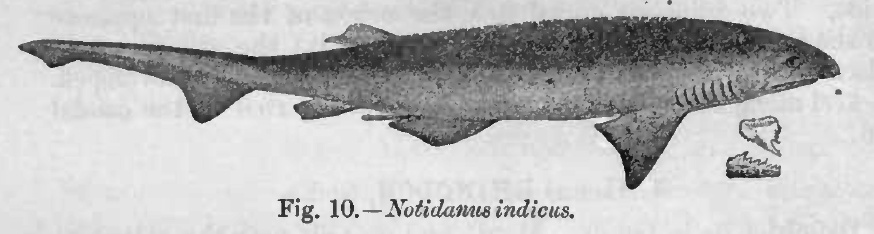
Il·lustració de Notorynchus cepedianus de l'any 1889

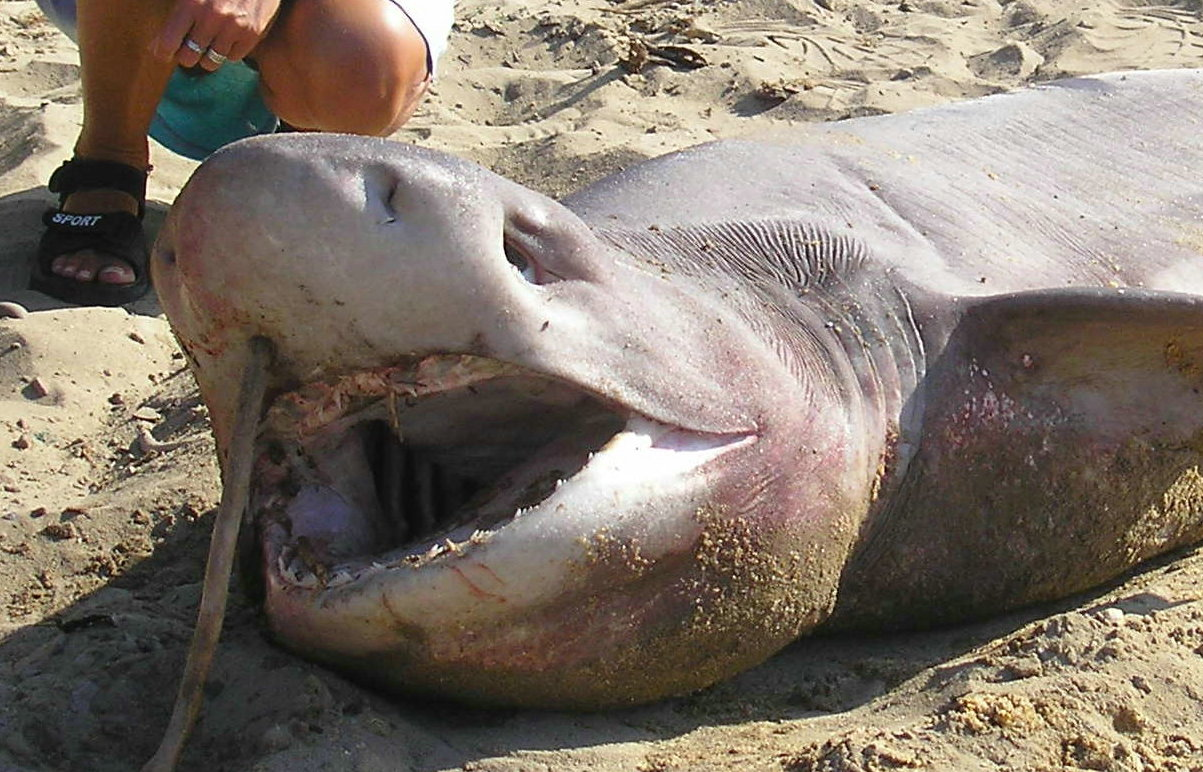
Bocadolç

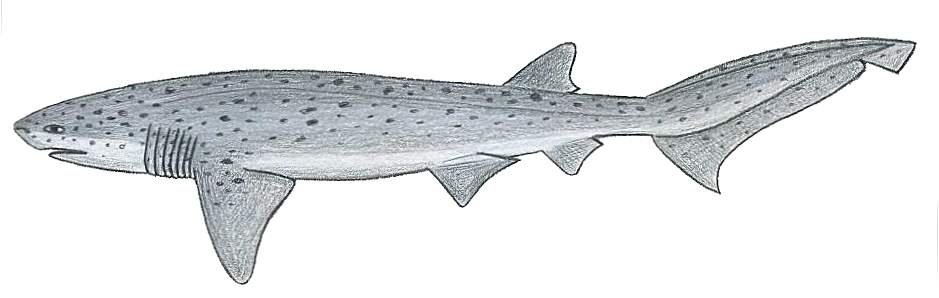
Notorynchus cepedianus

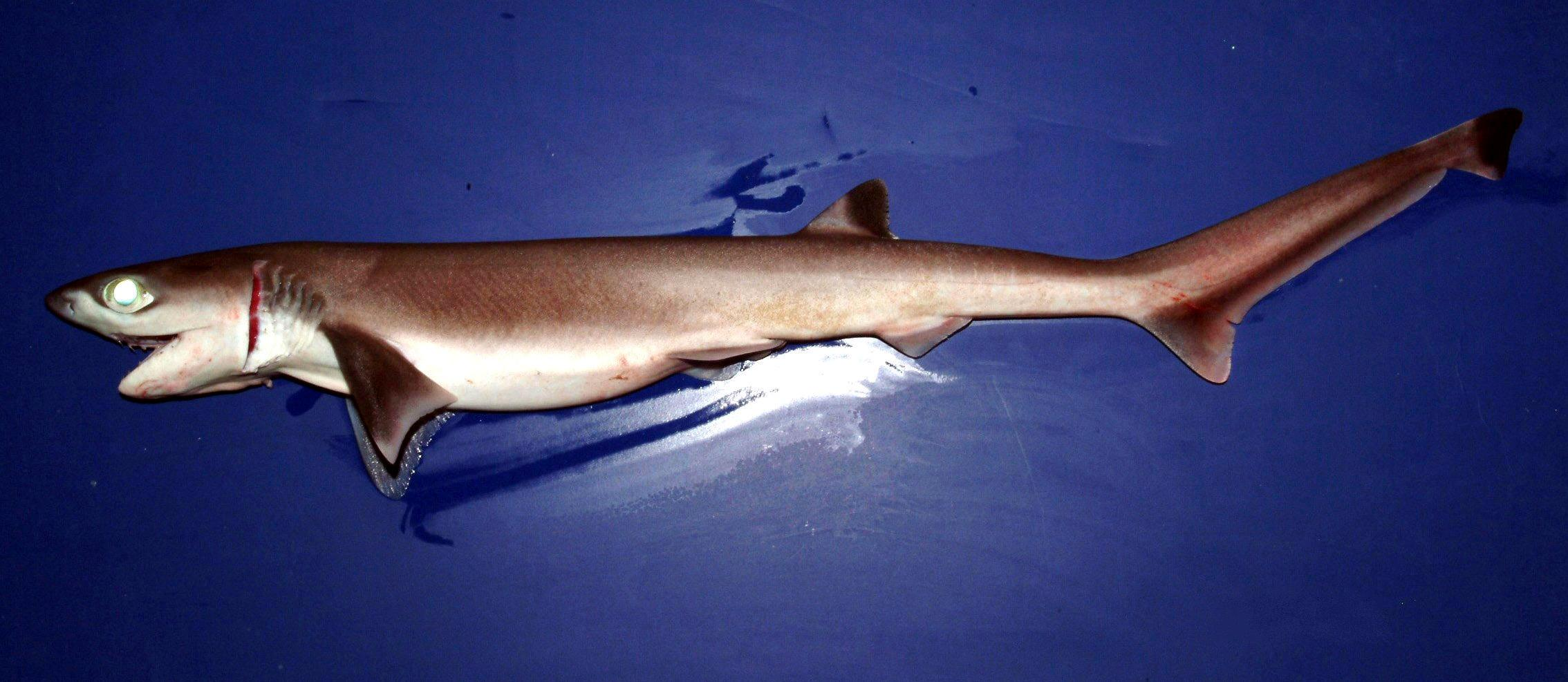
Bocadolça (Heptranchias perlo)

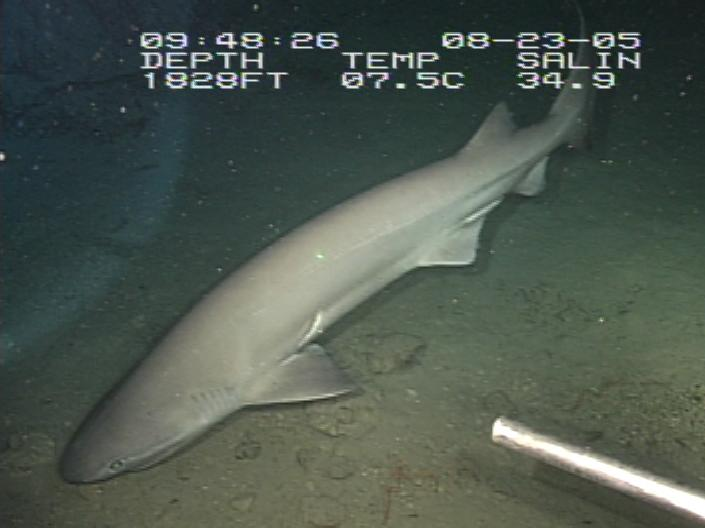
Bocadolç (Hexanchus griseus) fotografiat al Golf de Mèxic.

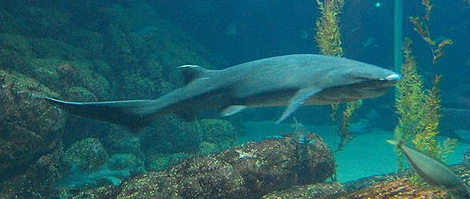
Notorynchus cepedianus

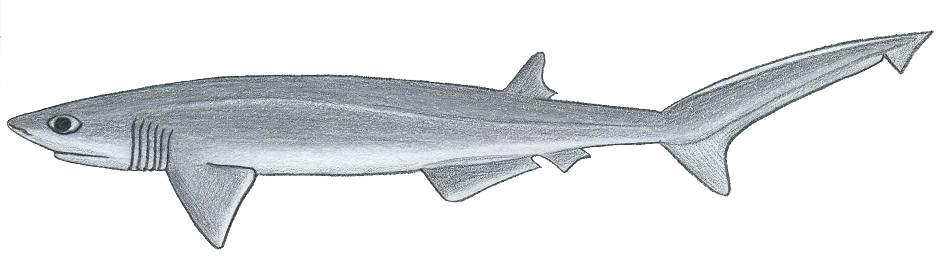
Hexanchus nakamurai

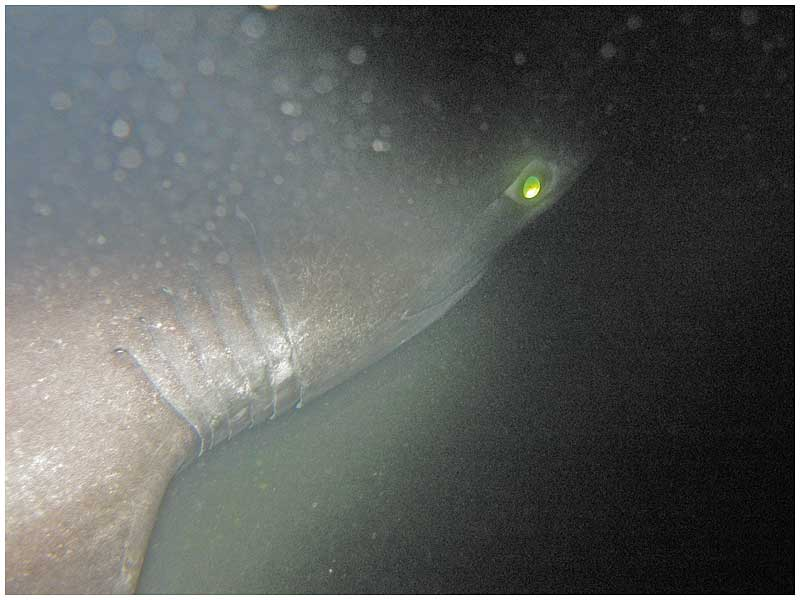
Bocadolç fotografiat davant les costes de Seattle.

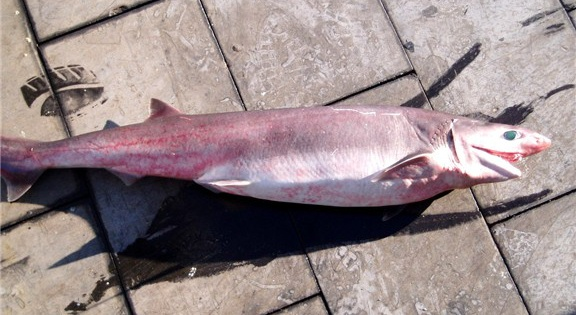
Heptranchias perlo

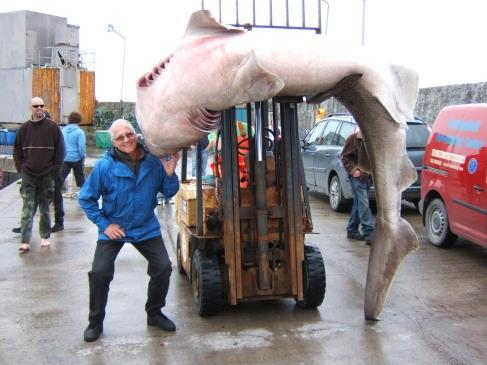
Bocadolç (Hexanchus griseus)

Els hexànquids (Hexanchidae) constitueixen una família de peixos selacis pleurotremats pertanyent a l'ordre dels hexanquiformes.

## Etimologia
Del grec exa (sis) i agchone (estrangular).

## Descripció
- Les diferents espècies varien en mida entre 140-480 cm.
- Cap sobre la base de les pectorals.
- Cap i musell amples i arrodonits.
- Espiracle petit i situat molt darrere de l'ull.
- Nombre d'obertures branquials: 6 en el gènere Hexanchus i 7 en Heptranchias i Notorynchus.
- Dents inferiors en forma de pinta (llargs, baixos i serrats).
- Una sola aleta dorsal, sense espines, al final de cos i a prop de l'aleta caudal.
- Aleta caudal amb el lòbul inferior petit.
- Es consideren els més primitius de tots els taurons pel fet que els seus esquelets i sistemes digestiu i excretor no especialitzats s'assemblen als dels taurons primitius, ja que tenen poques adaptacions modernes.[3][4][5]

## Reproducció
Són ovovivípars, no tenen placenta amb sac vitel·lí i tenen ventrades de grans dimensions (fins a 108 cries en algunes espècies).

## Alimentació
Es nodreixen d'organismes marins relativament grans, incloent-hi altres taurons, rajades, peixos ossis, crustacis i carronya.

## Hàbitat
Són peixos marins, bentònics o pelàgics, que viuen a les aigües profundes de les plataformes i talussos continentals fins als 1.875 m de fondària com a mínim.

## Distribució geogràfica
Es troba als oceans Atlàntic, Índic i Pacífic.

## Gèneres
- Heptranchias (Rafinesque, 1810)[54]
- Hexanchus (Rafinesque, 1810)[54]
- Notorynchus (Ayres, 1855)[55][56][57][58]

## Ús comercial
Tenen una importància comercial limitada.

## Observacions
Poden arribar a ésser agressius quan se'ls provoca, però acostumen a ser inofensius i lents de moviments.